# Čerin (otok)
Čerin je nenaseljeni otočić u hrvatskom dijelu Jadranskog mora. Nalazi se u Lastovskom kanalu, uz zapadni dio južne obale otoka Korčule, oko 310 m od njene obale, nasuprot naselju Prižba. Katastarski je dio općine Blato.
Površina hridi iznosi 1808 m², a iz mora se uzdiže oko 1 m.